# Maria Francesca del Liechtenstein
Maria Francesca del Liechtenstein (nome completo in tedesco Marie Franziska de Paula Theresia Josepha; Maria Enzersdorf, 20 settembre 1834 – Vienna, 1º dicembre 1909) è stata una principessa austriaca.

## Biografia

### Nascita
La principessa Maria Francesca nacque nel castello di Liechtenstein a Maria Enzersdorf il 20 settembre 1834, come prima figlia del principe Luigi II e di Franziska Kinsky von Wchinitz und Tettau.

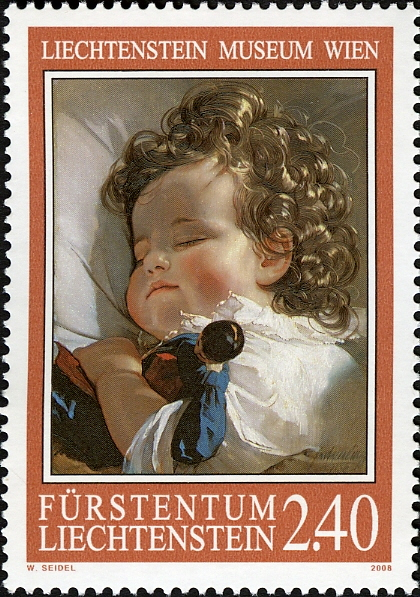
Il ritratto di Maria Francesca duenne su un francobollo liechtensteinese emesso nel 2008

Fu succeduta da otto sorelle, Carolina (1836), Sofia (1837), Luigia (1838), Ida (1839), Francesca (1841), Enrichetta (1843), Anna Maria (1846), Teresa (1850), e due fratelli, Giovanni (1840) e Francesco (1853), che regnarono entrambi sul principato.

### Matrimonio
Sposò il 29 ottobre 1860 a 21 anni a Vienna, il conte Ferdinand von Trauttmansdorff-Weinsberg

### Ultimi anni e morte
Il 12 dicembre 1896 divenne vedova. Morì a 75 anni, il 1⁰ dicembre 1909, a Vienna. Venne tumulata nel mausoleo della famiglia del marito, presso la chiesa di pellegrinaggio di Sant'Anna a Horšovský Týn.

## Discendenza
Maria Francesca del Liechtenstein e Ferdinand von Trauttmansdorff-Weinsberg ebbero sei figli, di cui tre femmine e tre maschi:
- Maria Francesca Giovanna Giuseppa di Trauttmansdorff-Weinsberg[3] (Vienna, 28 gennaio 1862 - Praga, 27 gennaio 1940), sposò il 14 ottobre 1886 a Vienna il conte Carlo di Coudenhove (1855-1913).[6]
- Luigi Giuseppe di Trauttmansdorff-Weinsberg[3] (Vienna, 5 marzo 1863 - Stakčín, 10 marzo 1915);
- Carlo Ferdinando di Trauttmansdorff-Weinsberg[3] (Vienna, 24 marzo 1864 - Pressbaum, 4 gennaio 1910), sposò Maria Teresa di Colloredo-Mannsfield (1869-1960)[7] e con lei ebbe sei figli, di cui cinque maschi e una femmina:[8]
  - Ferdinando Giuseppe di Trauttmansdorff-Weinsberg (Koricano, 20 febbraio 1893 - Sankt Pölten, 24 novembre 1932);
  - Giuseppe Geronimo di Trauttmansdorff-Weinsberg (Friedau, 30 giugno 1894 - Sankt Pölten, 13 aprile 1945), morì assassinato;[8]
  - Geronimo di Trauttmansdorff-Weinsberg (Koricano, 3 settembre 1895 - Vienna, 12 ottobre 1948);
  - Agata Maria di Trauttmansdorff-Weinsberg (Opočno, 5 ottobre 1896 - Vomp, 17 giugno 1977);
  - Carlo Giuseppe di Trauttmansdorff-Weinsberg (Koricano, 19 novembre 1897 - Vienna, 23 marzo 1970);
  - Federico di Trauttmansdorff-Weinsberg (10 maggio 1905 - Karlsburg, 22 maggio 1905).[9]
- Giuseppina di Trauttmansdorff-Weinsberg[3] (Vienna, 3 ottobre 1866 - Castello di Klum, 7 novembre 1936), sposò il conte Ottocaro Clemente di Westphalen e Fürstenberg (1866-1941) e con lui ebbe sei figli, di cui una femmina e cinque maschi:[10]
  - Maria Rosina Giuseppina di Westphalen e Fürstenberg (Friedau, 13 ottobre 1895 - Monaco di Baviera, 28 febbraio 1986);
  - Federico Ferdinando di Westphalen e Fürstenberg (Łańcut, 15 agosto 1897 - Hoffnungsthal, 10 febbraio 1991);
  - Ferdinando Luigi di Westphalen e Fürstenberg (Przemyśl, 7 febbraio 1899 - Vienna, 11 giugno 1989);
  - Teobaldo Emanuele Giuseppe Maria Vincenzo Antonio di Westphalen e Fürstenberg (Kulm, 19 luglio 1901 - Salisburgo, 31 marzo 1967);
  - Giuseppe Adolfo di Westphalen e Fürstenberg (Kulm, 18 dicembre 1902 - maggio 1945), combatté sul fronte orientale durante la seconda guerra mondiale e sparì in Russia.[11]
  - Edoardo Clemente di Westphalen e Fürstenberg (Kulm, 9 marzo 1904 - Ignatowo, 10 dicembre 1942).
- Carolina di Trauttmansdorff-Weinsberg[3] (Roma, 10 aprile 1869 - Drosendorf an der Thaya, 22 dicembre 1959), sposò il conte Enrico di Hoyos-Sprinzenstein, freiherr di Stichsenstein (1865-1955);
- Carlo Adolfo di Trauttmansdorff-Weinsberg[12] (Freidau, 22 giugno 1877 - Jarosławice, 21 agosto 1914) sposò il 5 agosto 1911 a Praga Maria Teresa di Colloredo-Mannsfield (1869-1960),[13] sua ex cognata in quanto vedova di suo fratello Carlo Ferdinando, e morì in un villaggio polacco durante una battaglia.[3][4]

## Titoli e trattamento
- 20 settembre 1839 - 29 ottobre 1860: Sua Altezza Serenissima, la principessa Maria Francesca del Liechtenstein
- 29 ottobre 1860 - 12 dicembre 1896: Contessa Maria Francesca di Trauttmansdorff-Weinsberg, principessa del Liechtenstein
- 12 dicembre 1896 - 1⁰ dicembre 1909: Sua Altezza Serenissima, la principessa Maria Francesca del Liechtenstein

## Ascendenza
|                                                            |                                      |                                                       | Genitori                                              |  |  | Nonni |  |  | Bisnonni                               |  |  | Trisnonni                  |  |
|                                                            |                                      |                                                       |                                                       |  |  |       |  |  | Francesco Giuseppe I del Liechtenstein |  |  | Emanuele del Liechtenstein |  |
|                                                            |                                      |                                                       |                                                       |  |  |       |  |  | Francesco Giuseppe I del Liechtenstein |  |  | Emanuele del Liechtenstein |  |
|                                                            |                                      | Maria Anna Antonia di Dietrichatein-Weichselstädt     |                                                       |  |  |       |  |  | Francesco Giuseppe I del Liechtenstein |  |  |                            |  |
| Giovanni I Giuseppe del Liechtenstein                      |                                      |                                                       |                                                       |  |  |       |  |  | Francesco Giuseppe I del Liechtenstein |  |  |                            |  |
|                                                            |                                      | Leopoldina di Sternberg                               | Francesco Filippo di Sternberg                        |  |  |       |  |  |                                        |  |  |                            |  |
|                                                            |                                      | Leopoldina di Sternberg                               | Francesco Filippo di Sternberg                        |  |  |       |  |  |                                        |  |  |                            |  |
|                                                            |                                      | Leopoldina di Sternberg                               | Maria Leopoldina di Starhemberg                       |  |  |       |  |  |                                        |  |  |                            |  |
| Luigi II del Liechtenstein                                 |                                      | Leopoldina di Sternberg                               |                                                       |  |  |       |  |  |                                        |  |  |                            |  |
|                                                            |                                      | Gioacchino Egon di Fürstenberg-Weitra                 | Ludovico Guglielmo Augusto Egon di Fürstenberg-Weitra |  |  |       |  |  |                                        |  |  |                            |  |
|                                                            |                                      | Gioacchino Egon di Fürstenberg-Weitra                 | Ludovico Guglielmo Augusto Egon di Fürstenberg-Weitra |  |  |       |  |  |                                        |  |  |                            |  |
|                                                            |                                      | Gioacchino Egon di Fürstenberg-Weitra                 | Maria Anna Fugger di Kirchberg-Weissenhorn            |  |  |       |  |  |                                        |  |  |                            |  |
| Giuseppa di Fürstenberg-Weitra                             |                                      | Gioacchino Egon di Fürstenberg-Weitra                 |                                                       |  |  |       |  |  |                                        |  |  |                            |  |
|                                                            |                                      | Sofia Maria di Oettingen-Wallerstein                  | Filippo Carlo di Oettingen-Wallerstein                |  |  |       |  |  |                                        |  |  |                            |  |
|                                                            |                                      | Sofia Maria di Oettingen-Wallerstein                  | Filippo Carlo di Oettingen-Wallerstein                |  |  |       |  |  |                                        |  |  |                            |  |
|                                                            |                                      | Sofia Maria di Oettingen-Wallerstein                  | Carlotta Giuliana di Oettingen-Baldern                |  |  |       |  |  |                                        |  |  |                            |  |
| Maria Francesca del Liechtenstein                          |                                      | Sofia Maria di Oettingen-Wallerstein                  |                                                       |  |  |       |  |  |                                        |  |  |                            |  |
|                                                            | Giuseppe Kinsky di Wchinitz e Tettau | Francesco di Paola Ulrico Kinsky di Wchinitz e Tettau |                                                       |  |  |       |  |  |                                        |  |  |                            |  |
|                                                            | Giuseppe Kinsky di Wchinitz e Tettau | Francesco di Paola Ulrico Kinsky di Wchinitz e Tettau |                                                       |  |  |       |  |  |                                        |  |  |                            |  |
|                                                            | Giuseppe Kinsky di Wchinitz e Tettau | Maria Sidonia Teresa di Hohenzollern-Hechingen        |                                                       |  |  |       |  |  |                                        |  |  |                            |  |
| Francesco di Paola Giuseppe Kinsky von Wchinitz und Tettau | Giuseppe Kinsky di Wchinitz e Tettau |                                                       |                                                       |  |  |       |  |  |                                        |  |  |                            |  |
|                                                            |                                      | Maria Rosa di Harrach                                 | Ferdinando Bonaventura di Harrach                     |  |  |       |  |  |                                        |  |  |                            |  |
|                                                            |                                      | Maria Rosa di Harrach                                 | Ferdinando Bonaventura di Harrach                     |  |  |       |  |  |                                        |  |  |                            |  |
|                                                            |                                      | Maria Rosa di Harrach                                 | Maria Rosa di Harrach                                 |  |  |       |  |  |                                        |  |  |                            |  |
| Franziska Kinsky von Wchinitz und Tettau                   |                                      | Maria Rosa di Harrach                                 |                                                       |  |  |       |  |  |                                        |  |  |                            |  |
|                                                            |                                      | Rodolfo di Wrbna e Freudenthal                        | Eugenio Venceslao Giuseppe di Wrbna e Freudenthal     |  |  |       |  |  |                                        |  |  |                            |  |
|                                                            |                                      | Rodolfo di Wrbna e Freudenthal                        | Eugenio Venceslao Giuseppe di Wrbna e Freudenthal     |  |  |       |  |  |                                        |  |  |                            |  |
|                                                            |                                      | Rodolfo di Wrbna e Freudenthal                        | Maria Teresa Kollonitz di Kollegrád                   |  |  |       |  |  |                                        |  |  |                            |  |
| Teresa di Wrbna e Freudenthal                              |                                      | Rodolfo di Wrbna e Freudenthal                        |                                                       |  |  |       |  |  |                                        |  |  |                            |  |
|                                                            |                                      | Maria Teresa Aloisia di Kaunitz-Rietberg-Questenberg  | Domenico Andrea di Kaunitz-Rietberg-Questenberg       |  |  |       |  |  |                                        |  |  |                            |  |
|                                                            |                                      | Maria Teresa Aloisia di Kaunitz-Rietberg-Questenberg  | Domenico Andrea di Kaunitz-Rietberg-Questenberg       |  |  |       |  |  |                                        |  |  |                            |  |
|                                                            |                                      | Maria Teresa Aloisia di Kaunitz-Rietberg-Questenberg  | Bernardina di Plettenberg-Wittem                      |  |  |       |  |  |                                        |  |  |                            |  |
|                                                            |                                      | Maria Teresa Aloisia di Kaunitz-Rietberg-Questenberg  |                                                       |  |  |       |  |  |                                        |  |  |                            |  |